# Энебакк
Энебакк (норв. Enebakk) — коммуна в губернии (фюльке) Акерсхус, Норвегия. 
Административный центр муниципалитета — город Kirkebygda.